# Felipe Berriozábal
Felipe Berriozábal är en ort i Mexiko.   Den ligger i kommunen Cuauhtémoc och delstaten Zacatecas, i den centrala delen av landet, 500 km nordväst om huvudstaden Mexico City. Felipe Berriozábal ligger 2 077 meter över havet och antalet invånare är 464.
Terrängen runt Felipe Berriozábal är platt österut, men västerut är den kuperad. Runt Felipe Berriozábal är det ganska tätbefolkat, med 60 invånare per kvadratkilometer. Närmaste större samhälle är San Pedro Piedra Gorda, 11,5 km söder om Felipe Berriozábal. Trakten runt Felipe Berriozábal består till största delen av jordbruksmark.